# Novozakhàrkino
Novozakhàrkino (en rus: Новозахаркино) és un poble de l'óblast de Saràtov, a Rússia, segons el cens del 2010 tenia 761 habitants. Pertany al districte municipal de Petrovsk.